# Żuawi

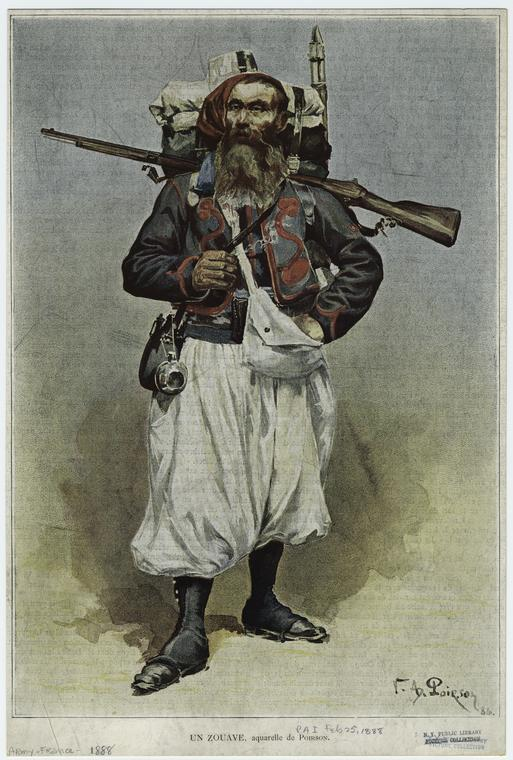
Żuaw z 1888 r.

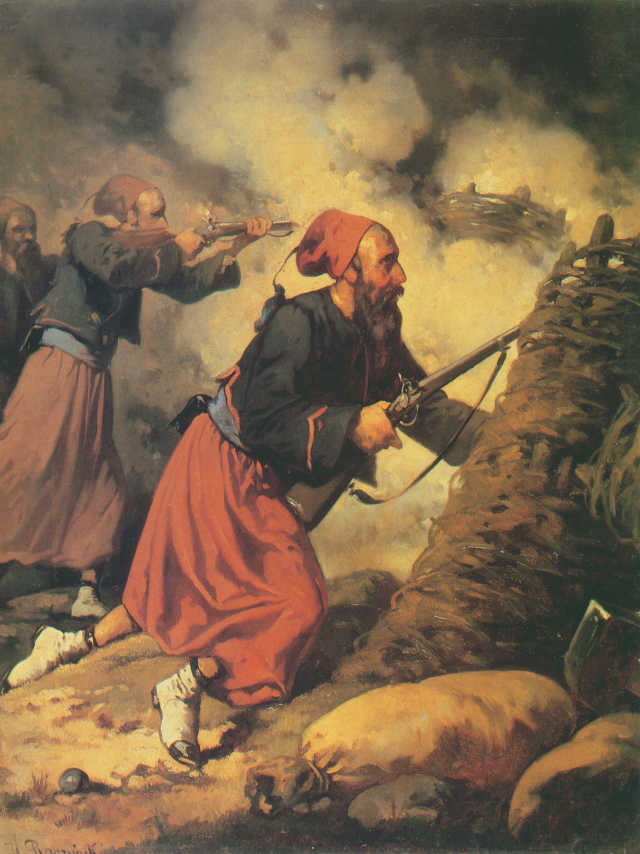
Żuawi w walce obraz Aleksandra Raczyńskiego z ok. 1858

Żuawi – formacja lekkiej piechoty nosząca pierwotnie mundury pochodzenia arabskiego: krótki niebieski kaftan, bufiaste czerwone spodnie i fez z czerwonej wełny.
Określenie pochodzi od arabskiej nazwy jednego z plemion Kabylów, Zuawa – mieszkańców gór w Algierii, które współpracowało z Francuzami już od początku XIX wieku, widząc w tym korzyści polityczne.

## Historia
- W październiku 1830 sformowano dwa bataliony żuawów w armii francuskiej.
- W 1838 istniały już trzy bataliony, z których utworzono regiment. Jego dowódcą został generał major (maréchal de camp) Christophe Léon Louis Juchault de Lamoricière. Od 1831 w oddziałach żuawów (fr. Zouaves) mogli służyć Francuzi i cudzoziemcy.
- 13 lutego 1852 roku dekretem prezydenta II Republiki Francuskiej – Karola Ludwika Napoleona Bonaparte uformowano 3 regimenty żuawów. Ich chrztem bojowym była wojna krymska. Żuawi swoją postawą wsławili się szczególnie 20 września 1854 roku w bitwie z wojskami rosyjskimi nad rzeką Almą. Żuawi wówczas śmiałym manewrem zawładnęli carską artylerią, przyczyniając się tym samym do zamknięcia armii ks. Mienszykowa w twierdzy sewastopolskiej. We wrześniu 1855 roku zdobyli kluczowy dla obrońców miasta Kurhan Małachowski.
- Następnie walczyli w:
  - drugiej wojnie o niepodległość Włoch, gdzie
    - 3 regiment w dniach 30 maja–31 maja 1859 roku wziął udział w bitwie pod Palestro;
    - 4 regiment walczył pod Magentą (4 czerwca 1859) oraz 24 czerwca 1859 w pod Solferino;

  - w latach 1860–1861 1 regiment żuawów brał udział w ekspedycji w Syrii;
- w latach 1861–1867 w interwencji meksykańskiej brał udział 2 oraz 3 regiment żuawów oraz 2 batalion 1 regimentu[2]:
  - 28 kwietnia 1862 roku bitwa pod Las Cumbres
  - (5 maja 1862 roku – klęsce francuskiej w bitwie pod Pueblą (2. regiment)
- w 1862 roku uformowano 4 regiment żuawów;
  - bitwa pod Lomas de San Lorenzo
- w latach 1870–1871 podczas wojny francusko-pruskiej walczyły wszystkie regimenty żuawów z wyjątkiem 1 regimentu, który został internowany w Szwajcarii;
- w latach 1884–1885 „1 regiment żuawów’’ i „2 regiment żuawów’’ podczas wojny francusko-chińskiej wchodziły w skład Tonkinskiego Korpusu Ekspedycyjnego. 1 regiment żuawów wsławił się udziałem w bitwie pod Phu Lam Tao (23 marca 1885). „3 regiment żuawów’’ przybył do Tonkinu już po zakończeniu wojny i wziął udział jedynie w pacyfikacji powstańców wietnamskich.
- W 1899 roku wydzielono w każdym regimencie żuawów 5. batalion, który miał stacjonować we Francji w „groupes des 5e batallions de Zouaves”. 5. bataliony 1 i 4 regimentu żuawów stacjonowały w Paryżu, natomiast 5. bataliony 2 i 3 regimentu stacjonowały w Lyonie
- 1881 wszystkie cztery regimenty walczyły w Tunisie
- w latach 1900–1901 pułk utworzony z 2 batalionu 1 regimentu oraz 2 batalionu 2 regimentu pacyfikował powstanie bokserów;
- w latach 1907–1914 brały udział w kampanii w Maroku;
- w 1914 po ogłoszeniu mobilizacji utworzono 8 i 9 regiment żuawów;
  - w I bitwie nad Marną walczył 2 regiment;
  - Pod Verdun walczył 1, 2 oraz 4 regiment;
- w 1939 roku po ogłoszeniu mobilizacji utworzono 11, 12, 13, 14 regiment żuawów (zlikwidowane w 1940), dodatkowo utworzono 21, 22, 23 oraz 29 regimenty noszące insygnia żuawów.
- w latach 1947–1954 1, 2 oraz 3 regiment żuawów brał czynny udział w I wojnie indochińskiej
- w latach 1956–1962 1, 2, 3 i 4 regiment żuawów walczył w Algierii
- wszystkie oddziały żuawów armii francuskiej zlikwidowano w 1962 r.

## Oddziały autoramentu żuawiego
- żuawi papiescy – utworzeni przez Christophe’a Lamoricière w 1860 r. do obrony stolicy apostolskiej, ewakuowani w 1870 r. do Francji, gdzie jako oddział Obrony Narodowej walczyli w wojnie francusko-pruskiej aż do rozwiązania po zajęciu Paryża przez Niemców;
- żuawi śmierci – polski oddział powstania styczniowego;
- żuawi amerykańscy – podczas wojny secesyjnej ochotnicze oddziały walczące zarówno po stronie Unii, jak i Konfederacji.